# Lumen (unité)
Pour les articles homonymes, voir Lumen, lm et klm.
Le lumen (du latin, lumière) est l’unité dérivée du Système international du flux lumineux ; son symbole est lm.

## Définition
Par définition, 1 lumen correspond au flux lumineux émis dans un angle solide de 1 stéradian (sr) par une source lumineuse isotrope (ponctuelle uniforme) située au sommet de l’angle solide et dont l’intensité lumineuse vaut 1 candela (cd).
1 lm = 1 cd sr.
Le lumen est une unité photométrique, tout comme la candela dont elle est dérivée, elle est fondée sur la perception humaine de la lumière à l'aide de la fonction d'efficacité lumineuse spectrale.
Selon la définition de la candela, pour une efficacité lumineuse relative spectrale maximale, c'est-à-dire de 100 % (pour une onde monochromatique de fréquence 540 × 1012 Hz et donc de longueur d'onde 555 nm dans le vide) : 1 lm = 1/683 W.